# Clemens Winckler
Clemens Winckler (* 16. Mai 1936 in Stuttgart; † 1. Februar 2014) war ein deutscher Politiker (CDU).

## Leben und Beruf
Winckler besuchte die Volksschule und absolvierte anschließend eine Ausbildung zum Versicherungskaufmann. Von 1953 bis 1972 war er Schadenregulierer und danach bis 2001 Sachgebietsleiter bei einem gesetzlichen Unfallversicherungsträger. Winckler war verheiratet und hat drei Kinder.

## Politik
Von 1975 bis 1996 gehörte Winkler dem Gemeinderat der Stadt Stuttgart an. Von 1996 bis 2006 war er Abgeordneter im Landtag von Baden-Württemberg. Er vertrat dort das Direktmandat des Wahlkreises Stuttgart III.